# BM (рэпер)
Мэттью Ким (англ. Matthew Kim; род. 20 октября 1992 года, Лос-Анджелес, Калифорния, США), также известный как BM или Big Matthew — американский рэпер, автор песен и композитор из Южной Кореи, подписавший контракт с DSP Media. Наиболее известен как участник смешанной группы KARD. Дебютировал как сольный артист 9 июня 2021 года с синглом «Broken Me».

## Ранняя жизнь и образование
Мэттью Ким родился 20 октября 1992 года в Лос-Анджелесе, Калифорния. В 2011 году он переехал в Южную Корею, чтобы пройти прослушивание и принять участие в первом сезоне реалити-шоу SBS «Кей-поп звезда». Он вошёл в топ-50 конкурса, но в итоге был исключён. Из-за слабого владения корейским языком он несколько раз забывал текст во время прослушиваний. После участия в «Kей-поп звезде» он подписал контракт с лейблом DSP Media. BM участвовал в записи песни Ку Хары «La La La» из её дебютного мини-альбома Alohara (Can You Feel It?) 2015 года. Он также был её партнёром по танцам в музыкальном клипе и на живых выступлениях ведущего сингла «Choco Chip Cookies».

## Карьера

### 2016–2020: Дебют с KARD и сольная деятельность
DSP Media впервые объявила о предстоящем дебюте своей новой группы KARD, состоящей из юношей и девушек, 5 декабря 2016 года, представив концепцию, основанную на карточной игре. BM был назначен на роль «Короля» в этой концепции. 13 декабря группа представила первую часть своего дебютного проекта, выпустив первый сингл «Oh NaNa», а официальный дебют состоялся 19 июля 2017 года с выпуском их первого мини-альбома Hola Hola.
В ноябре 2018 года BM принял участие в записи заглавной песни для альбома певицы Zsun I'm On My Wave. В том же месяце он также опубликовал на SoundCloud свой трек «Better Myself», который он спродюсировал самостоятельно.
6 декабря 2018 года он появился в качестве гостя на развлекательном шоу JTBC «Shall We Walk Together» в честь 20-летия дебюта g.o.d. Он выступил вместе с Усоном из Snuper и Хочаном из Victon, где они в течение трёх дней посещали и проходили маршрут паломничества в Сантьяго, направляясь к общежитию g.o.d.
В мае 2019 года BM появился на обложке журнала Men's Health Korea. 6 июня было подтверждено, что он присоединится к актёрскому составу телевизионной программы SBS «Закон джунглей», где он появится вместе с такими артистами, как корейский актёр Ким Бёнман, участник PENTAGON Хонсок, Хон Суа и Сэбом из Nature. Премьера шоу состоялась неделю спустя, 13 июня.
В сентябре он получил свои первые значительные заслуги как основной автор песен, композитор и продюсер сингла «Dumb Litty». Название песни было взято из сленговых слов, которые BM использовал, когда жил в Лос-Анджелесе. Ранее BM участвовал в продюсировании музыки Kard, первоначально занимаясь написанием и сочинением своих рэп-партий.
В 2020 году BM был приглашён в развлекательную программу Dive Studios «HWAITING!», где он снялся вместе с Эшли из Ladies' Code, Джэ из Day6, Пениэлем из BTOB, Джейми Пак и Эмбер Лю. Премьера программы состоялась на Facebook Watch 12 февраля. С июля BM начал вести подкаст DIVE Studios «Get Real» вместе с Пениэлем из BTOB и Эшли из Ladies' Code. Затем он принял участие в записи трека «Put It On Ya» вместе с корейским рэпером Nafla в рамках второго мини-альбома Джесси Nuna, который был выпущен 30 июля. 9 октября он появился в качестве стажёра в шоу TBS «Hong Gi-mak Studio».

### 2021–наст. время: Сольный дебют
29 апреля 2021 года BM опубликовал первый тизер-изображение своего дебютного сольного сингла «Broken Me» через свой аккаунт в Instagram. Он заявил, что песня отражает его внутренние переживания и борьбу с самим собой. 30 июня DSP Media выпустила документальный видео-ролик, рассказывающий о закулисной работе BM над его предстоящим сингл-альбомом The First Statement. 1 июля BM сотрудничал с AleXa, исполнив с ней главную роль в музыкальном клипе на её сингл «Xtra», который стал заглавной песней её альбома ReviveR. На следующий день BM выпустил свой дебютный студийный альбом The First Statement, который включает в себя главный сингл «13IVI». В альбом также вошли песня в стиле дип-хаус «Body Movin'» и корейскоязычная версия его дебютного сингла «Broken Me». Все три трека были написаны и спродюсированы самим BM.
21 января 2022 года BM выпустил свой новый цифровой сингл «Lost in Euphoria».
9 августа 2022 года BM представил свой второй сингл-альбом Strangers, который включает одноимённый главный сингл. Альбом также включает в себя хип-хоп-композицию «Bad Intentions», все тексты и музыка для которой были написаны и спродюсированы BM.

## Другая деятельность
BM стал вирусным в марте 2019 года после ответа на вопрос фаната во время прямого эфира Instagram о его любимой части тела для тренировок. Он с юмором ответил, что это его грудная область, что в итоге привело к созданию мема, известного как «Big Tiddie Committee», после того, как он упомянул других айдолов с похожим телосложением, таких как Шону из Monsta X, солист Вонхо, Бэкхо из NU'EST, Мингю из Seventeen, Хонсок из Pentagon, Пан Чхан из Stray Kids, Усун из The Rose, RM из BTS и другие.
После встречи с фанаткой во время остановки в Лос-Анджелесе в рамках американского тура Kard в октябре 2019 года, которая рассказала, что проходит курс химиотерапии от рака молочной железы, BM начал продавать товары под брендом «Big Tiddie Gang» через свой бренд одежды Staydium. Часть вырученных средств была направлена на исследования и повышение осведомлённости о раке молочной железы. По состоянию на апрель 2020 года BM и Staydium пожертвовали $20 533,75 Фонду исследований рака молочной железы.
В декабре 2020 года Staydium запустил ещё одно сотрудничество для сбора средств для некоммерческой организации — коллекцию «Healers X Staydium». Как и в случае с «Big Tiddie Gang», часть средств от этой коллекции будет направлена на некоммерческую организацию #STOMPOUTBULLYING.

## Дискография

### Мини-альбомы
| Название | Детали |
| -------- | --- |
| Element  | - Дата выхода: 7 мая 2024 года - Лейбл: DSP Media - Форматы: Digital download, streaming Список песен 1. Embers 2. Nectar (ft. Jay Park) 3. Loyalty 4. Motion 5. Badgirl Badboy (ft.Somin of KARD) |

### Сингл-альбомы
| Название            | Детали |
| ------------------- | --- |
| The First Statement | - Дата выхода: 2 июля 2021 года - Лейбл: DSP Media - Форматы: Digital download, streaming Список песен 1. BROKEN ME (Korean Version) 2. 13IVI 3. Body Movin |
| Strangers           | - Дата выхода: 9 августа 2022 года - Лейбл: DSP Media - Форматы: Digital download, streaming Список песен 1. STRANGERS 2. Bad Intentions                    |
| Lowkey              | - Дата выхода: 7 декабря 2023 года - Лейбл: DSP Media - Форматы: Digital download, streaming Список песен 1. Lowkey 2. ATAP (After The After Party)         |

### Синглы
| Название                       | Год  | Наивысшая позиция в чарте | Альбом              |
| Название                       | Год  | KOR                       | Альбом              |
| ------------------------------ | ---- | ------------------------- | ------------------- |
| «Broken Me»                    | 2021 | —                         | The First Statement |
| «13IVI»                        | 2021 | —                         | The First Statement |
| «LIE (Lost In Euphoria)»       | 2022 | —                         | Неальбомный сингл   |
| «Strangers»                    | 2022 | —                         | Strangers           |
| «Bad Intentions»               | 2022 | —                         | Strangers           |
| «Lowkey»                       | 2023 | —                         | Lowkey              |
| «ATAP (After The After Party)» | 2023 | —                         | Lowkey              |
| «Nectar» (Feat. Джей Пак)      | 2024 | —                         | Element             |

### Коллаборация
| Название    | Другие артисты       | Год  | Наивысшая позиция в чарте | Альбом               |
| Название    | Другие артисты       | Год  | KOR                       | Альбом               |
| ----------- | -------------------- | ---- | ------------------------- | -------------------- |
| «Run It Up» | YUNGIN, Боббииз iKON | 2024 | —                         | Did You Know? Part 1 |

### В качестве приглашённого артиста
| Название                             | Год  | Наивысшая позиция в чарте | Альбом         |
| Название                             | Год  | KOR                       | Альбом         |
| ------------------------------------ | ---- | ------------------------- | -------------- |
| «I'm On My Wave» (Zesun ft. BM)      | 2016 | —                         | I'm On My Wave |
| «Put It On Ya» (Jessi ft. BM, Nafla) | 2020 | —                         | Nuna           |

### Права композитора
| Год  | Песня                             | Альбом              | Артист | Примечания | Ист.   |
| ---- | --------------------------------- | ------------------- | ------ | --- | ------ |
| 2017 | «Oh NaNa»                         | Hola Hola           | Kard   | Со-автор с Nassun и J.Seph                                                                                          | [ 31 ] |
| 2017 | «Rumor»                           | Hola Hola           | Kard   | Со-автор с Nassun                                                                                                   | [ 31 ] |
| 2017 | «Hola Hola»                       | Hola Hola           | Kard   | Co-written with Nassun, J.Seph, and Big Tone                                                                        | [ 31 ] |
| 2017 | «Living Good» (Special Thanks To) | Hola Hola           | Kard   | Co-written and co-composed with all Kard members; Co-arranged with LEEZ                                             | [ 31 ] |
| 2017 | «Into You»                        | You & Me            | Kard   | Со-автор с Nassun и J.Seph                                                                                          | [ 32 ] |
| 2017 | «Push & Pull»                     | You & Me            | Kard   | Со-автор с Nassun и J.Seph                                                                                          | [ 32 ] |
| 2017 | «Because» (지니까)                | You & Me            | Kard   | Со-автор с Nassun и J.Seph                                                                                          | [ 32 ] |
| 2017 | «You in Me»                       | You & Me            | Kard   | Со-автор с Nassun и J.Seph                                                                                          | [ 32 ] |
| 2017 | «Trust Me» (BM & Somin version)   | You & Me            | Kard   | Со-автор с Nassun                                                                                                   | [ 32 ] |
| 2017 | «Trust Me» (Kard version)         | You & Me            | Kard   | Со-автор с Nassun и J.Seph                                                                                          | [ 32 ] |
| 2018 | «Moonlight»                       | Ride on the Wind    | Kard   | Co-written with Nassun, GR8MOON, and J.Seph                                                                         | [ 33 ] |
| 2018 | «Ride On The Wind»                | Ride on the Wind    | Kard   | Co-written with Nassun, GR8MOON, and J.Seph                                                                         | [ 33 ] |
| 2018 | «Knockin' On My Heaven's Door»    | Ride on the Wind    | Kard   | Co-written with Nassun, GR8MOON, and J.Seph                                                                         | [ 33 ] |
| 2018 | «Dímelo»                          | Ride on the Wind    | Kard   | Co-written with Park Jung-wook, Kim Jun-yl, Nassun, and J.Seph                                                      | [ 33 ] |
| 2019 | «Bomb Bomb»                       | Неальбомный сингл   | Kard   | Co-written with 24                                                                                                  | [ 34 ] |
| 2019 | «Dumb Litty»                      | Red Moon            | Kard   | Co-written with J.Seph and Versachoi; Co-composed with Versachoi                                                    | [ 35 ] |
| 2020 | «Go Baby»                         | Red Moon            | Kard   | Co-written with J.Seph and Versachoi; Co-composed with Versachoi                                                    | [ 36 ] |
| 2020 | «Red Moon»                        | Red Moon            | Kard   | Со-автор с Кан Ын Чжоном                                                                                            | [ 36 ] |
| 2020 | «Enemy»                           | Red Moon            | Kard   | Co-written with Kang Eun-jeong and J.Seph                                                                           | [ 36 ] |
| 2020 | «Inferno»                         | Red Moon            | Kard   | Co-written with J.Seph and Versachoi; Co-composed with Versachoi                                                    | [ 36 ] |
| 2021 | «Broken Me»                       | The First Statement | BM     | Co-composed with Isaac Han, GHOSTCHILD LTD, Aaron Kim                                                               | [ 37 ] |
| 2021 | «13IVI»                           | The First Statement | BM     | Co-composed with Squar                                                                                              | [ 37 ] |
| 2021 | «Body Movin'»                     | The First Statement | BM     | Co-composed with Isaac Han, Aaron Kim, GHOSTCHILD LTD                                                               | [ 37 ] |
| 2022 | «Lost in Euphoria»                | Неальбомный сингл   | BM     | Co-composed with Isaac Han, GHOSTCHILD LTD, Yoo Young Lee                                                           | [ 38 ] |
| 2022 | «Break Down»                      | Re:                 | Kard   | Co-written with EJAE, J.seph, Jeon So-min, Jeon Ji-woo, Co-composed with EJAE, Isaac Han, Aaron Kim, GHOSTCHILD LTD | [ 39 ] |
| 2022 | «Ring The Alarm»                  | Re:                 | Kard   | Co-written with Benjmn, Cosmic Girl (RBW), J.seph                                                                   | [ 39 ] |
| 2022 | «Good Love»                       | Re:                 | Kard   | Co-written with AVENUE 52                                                                                           | [ 39 ] |
| 2022 | «Whip!»                           | Re:                 | Kard   | Co-written with Minki Kim(RBW), Hyungyu Park, J.seph                                                                | [ 39 ] |
| 2022 | «Strangers»                       | Strangers           | BM     | Co-composed with Isaac Han, Aaron Kim, GHOSTCHILD LTD                                                               | [ 40 ] |
| 2022 | «Bad Intentions»                  | Strangers           | BM     | Co-composed with Isaac Han, GHOSTCHILD LTD                                                                          | [ 41 ] |

## Фильмография

### Телешоу
| Год  | Название           | Роль     | Ист.   |
| ---- | ------------------ | -------- | ------ |
| 2011 | K-Pop Star 1 сезон | Участник | [ 3 ]  |
| 2019 | Закон джунглей     | Участник | [ 12 ] |